# Самая плохая ведьма (фильм)
«Самая плохая ведьма» (англ. The Worst Witch) — приключенческий детский фэнтези-телефильм режиссёра Роберта Янга, основанный на одной из книг Джилл Мерфи данной серии.
Премьера состоялась 31 октября 1986 года в США и 1 ноября 1986 года в Великобритании на канале HBO.

## Сюжет
Фильм повествует о событиях, взятых из книги Джилл Мэрфи, опубликованной в 1974 году: Милдред становится невидимой и превращает Этель в свинью, сестра-близнец мисс Какл намеревается захватить академию и Великий магистр демонстрирует своё мастерство на Хэллоуин.

## В ролях
- Дайана Ригг — мисс Хардбрум
- Шарлотта Рэй — мисс Какл / Агата
- Тим Карри — Великий магистр[2]
- Файруза Балк — Милдред Хаббл
- Сабина Франклин — мисс Спеллбиндер
- Су Эллиот — Делайла

## Отзывы
Фильм получил смешанные отзывы кинокритиков, которые отмечали хороший подбор актёров и низкое качество спецэффектов.

## Награды и номинации
| Год  | Награда         | Категория                               | Работа                                  | Результат |
| ---- | --------------- | --------------------------------------- | --------------------------------------- | --------- |
| 1988 | CableACE Awards | Лучший телефильм для детей младше 8 лет | Льюис Радд Хилари Хит Колин Шиндлер HBO | Победа    |
| 1988 | CableACE Awards | Лучшая оригинальная песня               | Чарльз Страуз Дон Блэк                  | Номинация |